# 341 př. n. l.

## Události
- makedonský král Filip II. dobývá Odryskou Thrácii
- bitva u řeky Krímis na Sicílii, kde Tímoleón porazil Kartágo v rámci válek o Sicílii

## Hlavy států
- Perská říše – Artaxerxés III. (359–338 př. n. l.)
- Egypt – Artaxerxés III. (342–338 př. n. l.)
- Bosporská říše – Pairisades I. (349–311 př. n. l.)
- Kappadokie – Ariarathes I. (350–331 př. n. l.)
- Bithýnie – Bas (376–326 př. n. l.)
- Sparta – Kleomenés II. (370–309 př. n. l.) a Archidámos III. (360–338 př. n. l.)
- Athény – Sosigenes (342–341 př. n. l.) » Nicomachus (341–340 př. n. l.)
- Makedonie – Filip II. (359–336 př. n. l.)
- Epirus – Alexander I. (343–330 př. n. l.)
- Odryská Thrácie – Cersobleptes (359–341 př. n. l.)
- Římská republika – konzulové C. Plautius Venno a L. Aemilius Mamercinus Privernas (341 př. n. l.)
- Syrakusy – Timoleon (345–337 př. n. l.)
- Kartágo – Hanno III. (344–340 př. n. l.)
- Numidie – Zelalsen (343–274 př. n. l.)